# Kurswagen

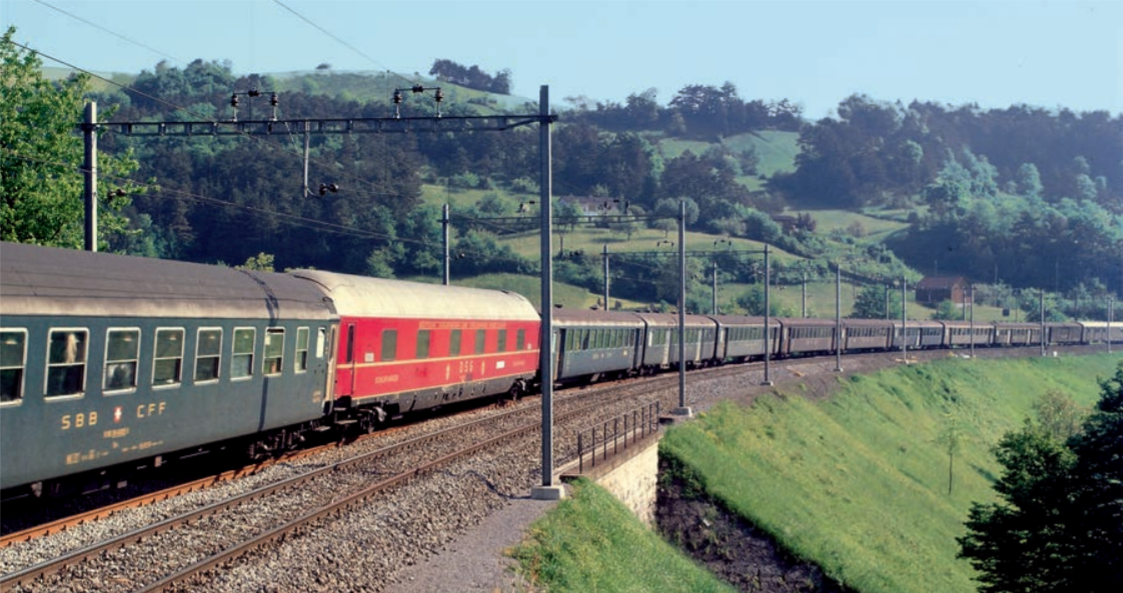
Schnellzug Basel–Zürich–Chur der SBB im Jahr 1969. Bei den beiden Wagen links handelt es sich um einen grünen SBB-Liegewagen und einen roten Schlafwagen der DSG, die als Kurswagen von Hamburg-Altona nach Chur verkehrten. Die Inlandswagen der SBB sind am tieferen Wagendach zu erkennen.

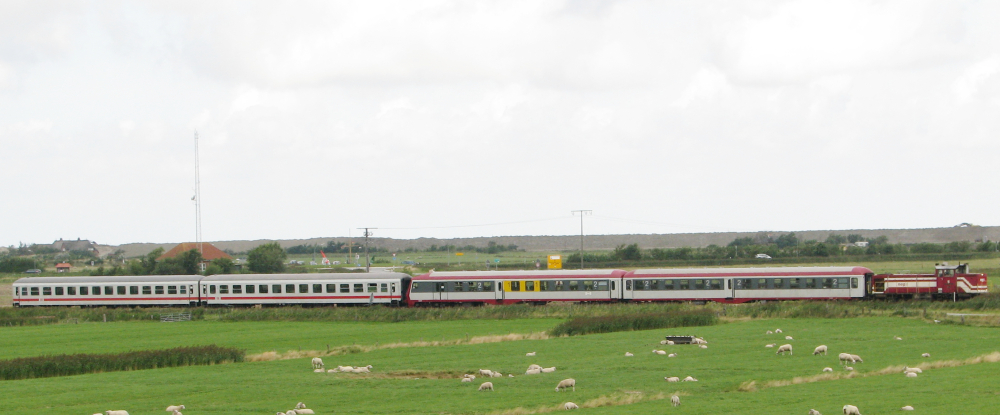
Zug der neg auf der Strecke Niebüll–Dagebüll. Dieser führte zwei Kurswagen der DB Fernverkehr mit, die als Teil eines Intercitys weiter nach Frankfurt (M) Hbf fuhren.

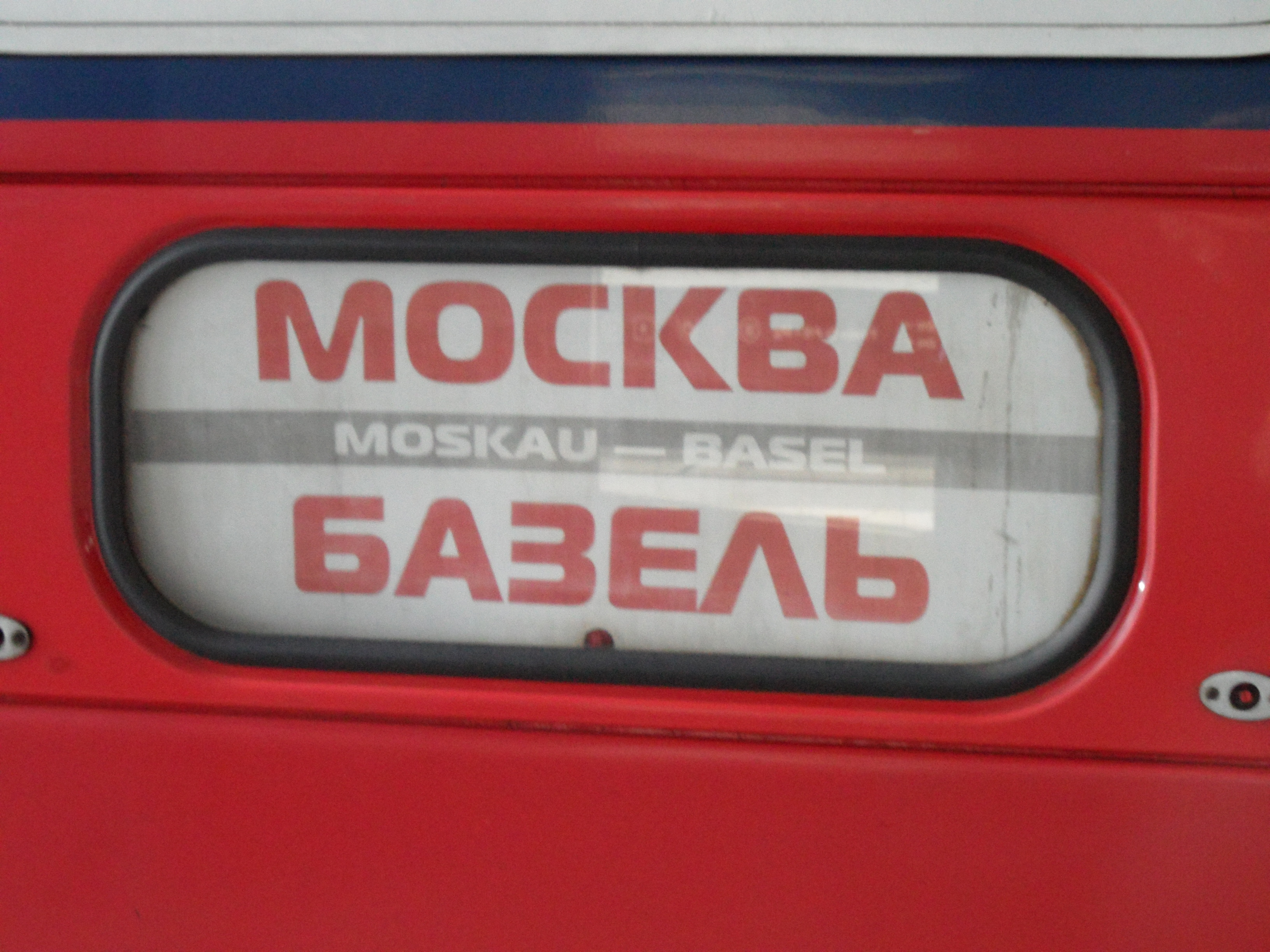
Zuglaufschild des bis 2013 existierenden Kurswagens Moskau–Basel

Bei Kurswagen, historisch auch Courswagen geschrieben beziehungsweise Durchgehende(r) Wagen genannt, handelt es sich um einen oder mehrere Reisezugwagen der Eisenbahn mit abschnittsweise vom restlichen Zug abweichendem Laufweg. Bei mehreren Kurswagen spricht man auch von einer Kurswagengruppe. Der Zug, der einen Kurswagen oder eine Kurswagengruppe mitführt, wird dabei als Stammzug, Hauptzug oder Kurswagenträger bezeichnet. 
Kurswagen werden in der Regel in einem Bahnhof von einem Zugverband in den anderen eingestellt, wodurch eine umsteigefreie Verbindung entsteht. Wegen der personal- und zeitaufwändigen Rangierbewegungen und verdichteter Taktfahrpläne werden in Westeuropa aber nur noch selten Kurswagenverbindungen angeboten.
Eingesetzte Wendezüge führen nur selten Kurswagen am Steuerwagen oder gekuppelt am Triebfahrzeug, da in dieser Konfiguration keine durchgehende Begehbarkeit gegeben ist. Bei Triebzügen und aerodynamisch optimierten Hochgeschwindigkeitszügen sind generell keine Kurswagen möglich, weshalb auf vielen Strecken die Kurswagen bereits durch das Flügelzugkonzept abgelöst wurden.

## Vorkommen
In Deutschland gibt es Kurswagenverbindungen fast nur noch im Zubringerverkehr zu den Nordsee-Inseln Föhr und Amrum auf der Strecke Niebüll–Dagebüll sowie bei Nachtreisezügen. In anderen Ländern kommen Kurswagen noch häufiger zum Einsatz. So verkehren z. B. die Paradezüge Bernina-Express und Glacier-Express der Rhätischen Bahn und der Matterhorn-Gotthard-Bahn (Schweiz) in der Nebensaison häufig bloß als Kurswagen. In den Nachfolgestaaten der Sowjetunion haben Kurswagen einen vergleichsweise hohen Anteil am Eisenbahnverkehr. Aufgrund der oft großen Entfernungen, die zu mehrtägigen Reisezeiten führen können, fällt der Zeitverlust durch Rangieren hier weniger ins Gewicht.
Ein Beispiel für Kurswagenläufe war die Zuggattung D-Nacht. Es handelt sich dabei um von verschiedenen Bahngesellschaften zusammen angebotene Schnellzug-Nachtverbindungen nach Osteuropa. D-Nacht-Verbindungen ab Deutschland gibt es nicht mehr: Der D-Nacht von Berlin nach Kiew (mit Kurswagen nach Kaliningrad, Lemberg, Dnipro, Donezk, Simferopol, Charkiw und Odessa) wurde Ende 2012 von der UZ aufgrund mangelnder Rentabilität eingestellt. Auch der mit Wagen der RŽD gefahrene Schnellzug Berlin – Saratow (mit Kurswagen nach Nowosibirsk, St. Petersburg, Tscheljabinsk und Omsk) wurde zum Fahrplanwechsel 2013 eingestellt.
Die weltweit längste umstiegsfreie Eisenbahnverbindung ist die circa neun Tage dauernde Fahrt über 10.272 Kilometer mit dem Kurswagen Moskau–Pjöngjang, der jeweils am 11. und 25. eines Monats ab Moskau verkehrt. Er ist an den Zug Nummer 2 „Rossiya“ Moskau–Wladiwostok angehängt und benutzt nach der Abkupplung in Ussurijsk den Grenzübergang bei Chassan/Tuman-gang.
Zu Zeiten der Deutschen Reichsbahn war Berlin Zentrum des deutschen Kurswagenverkehrs. Im Urlaubsverkehr bestanden von dort aus zahlreiche direkte Wagenläufe in alle Himmelsrichtungen, so nach Norden in Richtung Dagebüll oder Treptow an der Rega, nach Süden in Richtung Garmisch-Partenkirchen oder Radiumbad Oberschlema, nach Westen in Richtung Baden-Baden oder Wildbad, sowie in östlicher Richtung beispielsweise nach Hirschberg (Riesengebirge).
Umfangreich war ebenso der internationale Kurswagenverkehr. Vor 1939 war z. B. der Verkehr zwischen Westeuropa und den 1918 neu gegründeten Staaten Mittelosteuropas von großer Bedeutung, speziell die Relation von Paris bzw. Oostende über Aachen–Berlin, und weiter Richtung Riga (Nord-Express) über Königsberg (Preußen) oder nach Bukarest über Breslau. Von herausragender Bedeutung bei diesen Relationen war Berlin Schlesischer Bahnhof (heute Ostbahnhof). Besondere Kurswagen verkehrten ab 1919 nach Ostpreußen, sogenannte „Korridor-Kurswagen“. Sie verbanden Deutschland über polnisches Staatsgebiet mit der durch Grenzänderung entstandenen Exklave Ostpreußen und den bei Deutschland verbliebenen Restgebieten Westpreußens im Rahmen eines privilegierten Durchgangsverkehrs. Tägliche Kurswagenverbindungen verkehrten so von Breslau über Posen nach Königsberg und von Berlin nach Eydtkuhnen.
Anfang des 20. Jahrhunderts wurden Kurswagen nicht nur als Personenwagen, sondern auch als Gepäck- und Stückgutwagen eingesetzt.